# Aurelio Gonzato
Aurelio Gonzato (Chiasso, 30 dicembre 1914 – Massagno, 12 maggio 2014) è stato un pittore e mosaicista svizzero.

## Biografia
Figlio di Carlo e Maria Gonzato, era il minore di dieci figli, tra cui il pittore Guido Gonzato, con cui collaborò in più occasioni e che fu una figura fondamentale nello sviluppo artistico di Aurelio Gonzato. Iniziò molto giovane a realizzare da autodidatta dei lavori di grafica e artigianato. A 18 anni fondò il movimento Arte decorativa razionale, il primo di diversi movimenti e associazioni. In questo periodo a una pratica pittorica di tipo figurativo unì un lavoro di ricerca sulla forma e lo spazio che lo avvicinava alle ricerche degli astrattisti comaschi; il dialogo tra figuratività e astrazione caratterizzò tutta la produzione artistica di Aurelio Gonzato e soprattutto l'approccio alla figurazione sacra. Nel 1936 creò e brevettò il Futuristmetal un sistema di forme piane in metallo che, combinate tra di loro, permettevano di costruire molteplici figure. Il Futuristmetal era pensato come materiale di partenza per sviluppare dei cartelloni pubblicitari rinnovabili e modificabili nel tempo. Nel 1940 si trasferì  a Roma dove si iscrisse all'Accademia di San Luca. Nel 1942 ritornò in Svizzera continuando la propria attività di pittore. All'inizio degli anni cinquanta si spostò tra Venezia, Ravenna e Aquileia per studiare le tecniche del mosaico bizantino. Questi studi, contribuirono all'elaborazione di un approccio al mosaico che univa i temi classici della figurazione sacra a una  sperimentazione sulle forme già presente nel Futuristmetal. I suoi mosaici sono presenti in molte chiese del Canton Ticino e della Svizzera.

## Opere principali
- Piani e corpi aerei, tempera su carta, 1932
- Corpi aerei, tempera su carta, 1932
- Astronave medica, tempera, 1933
- Futuristmetal, moduli di metallo, 1937
- Sacra Famiglia, mosaico, Lugano, Salita dei Frati, 1951
- San Nicolao in gloria, mosaico, Porza, Cappella Primavesi 1952
- Ultima cena, mosaico, Lugano, Cappella Casa Pio X, 1956
- Gesù Lavoratore, mosaico, Muralto, Casa parrocchiale, 1960
- Madonna e angeli, mosaico, Chiasso, Piazza Camponovo, 1964
- La tentazione, mosaico, Glarona, Piazza Brandt, 1965
- Figure, mosaico a ciottoli, Lugano, Piazza Amerio, 1967
- Danza etrusca, tempera mista su cartone, 1975
- Infinito, mosaico, Massagno, Piazza comunale, 1978
- Composizione astratta, mosaico, Lugano, Piazza Pelloni, 1981
- Via crucis 14 cappelle, mosaici, Mesocco, 1993-95